# 佐洛圣米哈伊
佐洛圣米哈伊（匈牙利語：Zalaszentmihály）是匈牙利佐洛州所辖的一个村，总面积20.82平方公里，总人口1002，人口密度48.1人/平方公里（2010年1月1日）。